# Šakiai (gemeente)
Šakiai is een van de 60 Litouwse gemeenten, in het district Marijampolė.
De hoofdplaats is de gelijknamige stad Šakiai. De gemeente telt 38.800 inwoners op een oppervlakte van 1453 km².

## Plaatsen in de gemeente
Plaatsen met inwonertal (2001):
- Šakiai – 6795
- Gelgaudiškis – 2029
- Kudirkos Naumiestis – 1997
- Lukšiai – 1651
- Lekėčiai – 1040
- Griškabūdis – 1024
- Giedručiai – 825
- Girėnai – 711
- Veršiai – 589
- Sintautai – 586